# Луиза Бельгийская (2004)
Её Королевское Высочество Принцесса Луиза Бельгийская (фр. Louise Sophie Mary; родилась 6 февраля 2004 года, в Брюсселе) — принцесса Бельгийская, старший ребёнок принца Лорана и его жены принцессы Клэр, тринадцатая в очереди наследования бельгийского трона.

## Семья
4 сентября 2004 года в местечке Лонфо́н (Ла-Юльп, Бельгия), в поместье Жака-Эрнеста Солвэ де ля Юльп, прошли крестины принцессы Луизы. Её крестными матерями стали принцесса Лихтенштейна Маргарета и баронесса Мари-Клод Солвэ (урожд. Булин). Неизвестно, кто стал крестным отцом принцессы, однако в некоторых источниках фигурирует Реза Пахлави. Возможно, он не упомянут потому, что не является католиком.
Принцесса Луиза имеет двух младших братьев-близнецов — принцев Николя и Аймерика (род. 2005). Семья живёт в бельгийском городе Тервюрене.

## Образование
Принцесса училась в частной школе Тервюрена. В настоящее время посещает французскую школу Lycée Français, где изучает помимо французского английский язык.